# عين باجماع (حجر)
'

تعديل مصدري - تعديل

عين باجماع هي إحدى قرى عزلة الصداره بمديرية حجر التابعة لمحافظة حضرموت، بلغ تعداد سكانها 318 نسمة حسب تعداد اليمن لعام 2004.